# Matthew Ashman
Matthew Ashman (ur. 3 listopada 1960 w Londynie, zm. 11 listopada 1995 tamże) – brytyjski muzyk, gitarzysta zespołów Adam and the Ants i Bow Wow Wow.

## Życiorys
Urodził się 3 listopada 1960 w dzielnicy Mill Hill w północnym Londynie, gdzie spędził również swoje dzieciństwo. Jego szkolnym przyjacielem był Boz Boorer, współpracujący później jako muzyk i producent z takimi artystami jak Morrissey, The Polecats i Edwyn Collins. W dzieciństwie wyróżniał się charakterystyczną fryzurą w stylu Mohawk. W wieku 17 lat udał się na przesłuchanie do grupy The Kameras, gdzie wykonał wyuczony do perfekcji utwór „Freebird” autorstwa Lynyrd Skynyrd. W 1978 dołączył do Adam and the Ants; swój debiut w ramach zespołu odbył 6 czerwca 1978 podczas koncertu w Hard Rock Cafe w Londynie. Ogólnie w zespole spędził osiemnaście miesięcy, grając na trzech albumach, wydając m.in. w 1979 album Dirk Wears White Sox. Z zespołu odszedł w 1980 (na prośbę znanego m.in. ze współpracy z Sex Pistols Malcolma McLarena), by założyć Bow Wow Wow; Ashman był obiektem kontrowersji, gdy zaprosił czternastoletnią wówczas Annabellę Lwin do zespołu – została ona pierwszą wokalistką grupy; McLaren objął funkcję menedżera. Bow Wow Wow jest nierzadko uznawany jako inspiracja dla Red Hot Chili Peppers, którzy przejęli od formacji nonszalanckie brzmienie będące połączeniem gatunków funk i punk rocka. Na zespół spadła fala krytyki, gdy na okładce albumu See Jungle! See Jungle! Go Join Your Gang, Yeah, City All Over! Go Ape Crazy!, zaprojektowanej przez Ashmana, ukazano niepełnoletnią wokalistkę grupy zupełnie nagą. W 1983 zespół rozpadł się; muzycy jako powód podawali nieodpowiedzialną postawę Lwin – „Nie mogła zdecydować, czy chce pozostać z zespołem i zostać gwiazdą”, mówił Ashman. Ashman próbował uwieść Lwin, by przekonać ją do pozostania w zespole; wokalistka jednak ostatecznie opuściła zespół i rozpoczęła karierę solową. Po rozpadzie Bow Wow Wow Ashman wraz z muzykami Paulem Cook (wcześniej w Sex Pistols) i Duncanem Greig założył supergrupę Chiefs of Relief, która wydała w 1988 album Chiefs of Relief za pośrednictwem Sire Records. Pod koniec lat 80. Ashman założył wraz z takimi muzykami jak Zak Starkey, Andy Taylor i Cass Lewis (później członek Skunk Anansie) nienazwany projekt, który rozpadł się kilka miesięcy później. Ostatnia założona przez Ashmana grupa (w której skład wszedł były członek Adam and the Ants, Kevin Mooney), Max, wydała jeden album, Silence Running (1992). Następnie gitarzysta dołączył do grupy The Rams (która zmieniła później nazwę na The Bucks) i pojawił się na ich albumie pt. Wrecked (1993). Następnie Ashman dołączył do formacji Agent Provocateur. Zespół nagrał kilka dem i nieautoryzowanych utworów; formacja wydała dwa niskonakładowe single za pośrednictwem ich własnej wytwórni, Wall Of Sound.
Ashman zmarł 11 listopada 1995 w swoim domu w Londynie w wyniku powikłań cukrzycowych. Jego rodzina prowadzi kampanię na rzecz zbierania środków na pomoc ludziom chorym na cukrzycę. Zebrane środki są przekazywane na rzecz fundacji British Diabetic Association, walczącej z cukrzycą.

## Dyskografia

### Z Adam and the Ants
- Dirk Wears White Sox (1979)[6]
- Kings of the Wild Frontier (1980)[1]

### Z Bow Wow Wow
- Your Cassette Pet (EMI WOW 1, kaseta, 1980)[7]

1. „Louis Quatorze”
2. „Gold He Said”
3. „Uomo Sex Al Apache”
4. „I Want My Baby on Mars”
5. „Sexy Eiffel Tower”
6. „Giant Sized Baby Thing”
7. „Fools Rush In”
8. „Radio G. String”

- See Jungle! See Jungle! Go Join Your Gang, Yeah. City All Over! Go Ape Crazy! (1981, RCA RCALP 3000)[8]

1. „Jungle Boy”
2. „Chihuahua”
3. „Prince of Darkness (Sinner! Sinner! Sinner!)” (wersja instrumentalna)
4. „Mickey Put It Down”
5. „(I’m a) TV Savage”
6. „Elimination Dancing”
7. „Golly! Golly! Go Buddy!”
8. „King Kong”
9. „Go Wild in the Country”
10. „I’m Not a Know It All”
11. „Why Are Babies So Wise?”
12. „Orang-Outang”
13. „Hello, Hello Daddy (I’ll Sacrifice You)”

- When the Going Gets Tough, the Tough Gets Going (luty 1983)[9]

1. „Aphrodisiac”
2. „Do You Wanna Hold Me?”
3. „Roustabout”
4. „Lonesome Tonight”
5. „Love Me”
6. „What’s the Time? (Hey Buddy)”
7. „Mario (Your Own Way to Paradise)”
8. „Quiver (Arrows in My)”
9. „The Man Mountain”
10. „Rikki Dee”
11. „Tommy Tucker”
12. „Love, Peace and Harmony”

### Z Chiefs of Relief
- Chiefs of Relief (1988)[10]

1. „Chiefs Of Relief”
2. „Freedom To Rock”
3. „Kickin’ Out A Noise”
4. „Sweet Love”
5. „White City Boys”
6. „Lookin’ For The Beach”
7. „Mother For You”
8. „School Leaver”
9. „Walk About”
10. „One Force: One Crew, One Song”

### Z Max
- Silence Running (1992)[11]

1. „Intro (Outside Us) – Hold On” (5:40)
2. „Shake Your Hips (Pete Lorimer’s Mix)” (4:57)
3. „Power Breaks” (4:02)
4. „Connected” (4:31)
5. „Twilight” (3:33)
6. „Shake Your Hips” (7:56)
7. „1001 Nights” (5:34)
8. „Morning Time” (5:30)
9. „Outside Us” (3:33)

### Z The Rams
- Wrecked (1993)[1]

### Z Agent Provocateur
- Where the Wild Things Are (1997; wydana pośmiertnie z materiałem nagranym przez Ashmana)[12]

1. „Red Tape” (5:20)
2. „Spinning” (3:45)
3. „Agent Dan” (5:28)
4. „Kicks” (5:00)
5. „You’re Nogood” (2:56)
6. „Sabotage” (4:38)
7. „Elvis Economics” (7:41)
8. „Sandpit” (4:50)
9. „Hercules” (4:02)
10. „Dumb” (3:44)
11. „Red Tape” (the Janitor Remix) (6:08)
12. „Agent Dan” (Propellerheads Remix) (4:48)
13. „Sabotage” (Monkey Mafia Bastard Remix) (6:43)
14. „Dumb” (Mekon Remix) (4:41)